# Iványi József (színművész)
Iványi József (Budapest, 1926. október 5. – Szolnok, 1979. december 15.) Jászai Mari-díjas magyar színész, érdemes művész.

## Életpályája
1950-től a Vígszínházban lépett fel ösztöndíjasként. Színészi diplomáját 1955-ben kapta meg a Színház- és Filmművészeti Főiskolán. Először a Békés Megyei Jókai Színházhoz szerződött, egy évadot töltött itt. 1956-tól a szolnoki Szigligeti Színház, 1961 és 1969 között a Pécsi Nemzeti Színház művésze volt. 1970-től a Szegedi Nemzeti Színházban szerepelt. 1975-től haláláig a szolnoki társulat tagja volt. Szép orgánuma és alkata alapján drámai hősök, karakterfigurák megformálójaként ismerhették meg a nézők. 1964-ben Jászai Mari-díjat kapott, 1972-ben érdemes művész lett. 

## Fontosabb színházi szerepeiből
- William Shakespeare: Othello... Othello
- William Shakespeare: Hamlet... Claudius; Második sírásó
- William Shakespeare: Rómeó és Júlia... Lőrinc barát
- William Shakespeare: Lear király... Kent gróf
- William Shakespeare: Richard III. [Harmadik Richard]... IV. Edward király
- William Shakespeare: Szentivánéji álom... Zuboly, takács (a közjátékban Pyramus)
- Mihail Afanaszjevics Bulgakov: Álszentek összeesküvése... Jean-Baptiste Poquelin de Moliere, neves drámaíró és színész
- Anton Pavlovics Csehov: Három nővér... Alekszandr Ignatyevics Versinyin, alezredes, ütegparancsnok; Csebutikin
- Makszim Gorkij: Éjjeli menedékhely... Szatyin; Luka
- Makszim Gorkij: A hamis pénz... Jakovlev, félszemű órásmester
- Makszim Gorkij: Kispolgárok... Besszemenov
- Arthur Miller: A salemi boszorkányok... Hale tiszteletes
- Arthur Miller: Pillantás a hídról... Eddie Carbone
- Arthur Miller: Alku... Victor Franz
- John Steinbeck: Egerek és emberek... George
- Friedrich Dürrenmatt: János király... Pandulpho, milánói bíboros, III. Ince pápa követe
- George Bernard Shaw: Az ördög cimborája... Anderson, lelkész
- George Bernard Shaw: Szent Johanna... Cauchon, Beavais püspöke
- Bertolt Brecht: A kivétel és a szabály... A kuli
- Bertolt Brecht: Antigoné... Teiresziász
- Eugene O’Neill: Amerikai Elektra... Ezra Mannon
- Carlo Goldoni: Karnevál-végi éjszaka... Zamaria, takácsmester
- Pierre-Augustin Caron de Beaumarchais: A sevillai borbély... Don Bazilo
- Edmond Rostand: Cyrano de Bergerac... Guiche gróf
- Jean-Paul Sartre: A legyek... Aigisthos
- Jean-Paul Sartre: A tisztességtudó utcalány... Néger
- Victor Hugo: A királynő kegyence... Gilbert
- Victor Hugo: A királyasszony lovagja... Lakáj
- Alexandre Dumas: A kaméliás hölgy... Giray gróf
- Madách Imre: Csák végnapjai... Csák Máté
- Katona József: Bánk bán... Bánk bán;  Petur bán
- Szigligeti Ede: A trónkereső... Páter Szeraphinusz
- Bródy Sándor: A tanítónő... Káplán
- Molnár Ferenc: Liliom... Liliom
- Molnár Ferenc: Játék a kastélyban... Almády
- Molnár Ferenc: Olympia... Krehl, osztrák csendőralezredes
- Móricz Zsigmond: Légy jó mindhalálig... Valkay
- Illyés Gyula: Dózsa György... Török, várkapitány
- Barta Lajos: Szerelem... Kocsárd
- Örkény István: Vérrokonok... Bokor Pál
- Jékely Zoltán: Mátyás király juhásza... Mátyás király
- Babay József: Három szegény szabólegény... Főbíró
- Fejes Endre: Rozsdatemető... Id. Hábetler János
- Sarkadi Imre: Elveszett paradicsom... Sebők Imre
- Sarkadi Imre: Szeptember... Sipos
- Gyurkó László: Szerelmem Elektra... Aigiszthosz
- Dobozy Imre: Szélvihar... Csendes Imre
- Kertész Ákos: Makra... Zselényi Dezső
- Müller Péter: Márta... Golda József, mészáros, Márta férje
- Csurka István: Szájhős... Moór Jenő
- Gosztonyi János: A sziget... Ágoston marsall
- Kállai István: Kötéltánc... Zalai Sándor
- Tabi László: Különleges világnap... Zsenda Gyula
- Nyíri Tibor: Menyasszonytánc... Szőke András
- Fehér Klára: A teremtés koronája... Nyitrai Ákos, főmérnök
- Gáspár Margit: Hamletnek nincs igaza... Mike Gábor
- Vámos Miklós: Asztalosinduló... Ács György, asztalosmester
- Thury Zoltán: Katonák... Pető Bálint, földbirtokos
- Darvas József: Kormos ég... Joó András
- Száraz György: A nagyszerű halál... Anrep
- Pintér Zoltán: Latyi Matyi, a furfangos cukrászinas... Rendőr
- Gergely Sándor: Vitézek és hősök... Bobori Antal, hírlapíró
- Bárdos Pál: Úriszék... Esküdt
- Abay Pál: Ne szóljatok bele!... Táncos bácsi, hivatalsegéd
- Lehár Ferenc: Luxemburg grófja... Bírósági elnök
- Schönthan testvérek - Kellér Dezső - Horváth Jenő - Szenes Iván: A szabin nők elrablása... Raposa Bogdán
- Jean Giraudoux: Párizs bolondja... Talajkutató
- Dario Niccodemi: Tacskó... Giulio
- Jules Feiffer: Apró-cseprő gyilkosságok... Alfred Chamberlain
- Viktor Rozov: Érettségi találkozó... Kamenyev, filmrendező
- Jordan Radicskov: Január... Angel
- Pierre Breal: Csintalan menyecske... Theodore, fiatal legény
- Pavel Kohout: Ilyen nagy szerelem... Péter
- Grigorij Gorin: Thyl Ulenspiegel... Claes, szénhordó
- Alekszej Nyikolajevics Arbuzov: Vándorévek... Lavruhin
- Rudolf Trinner: Nem angyal a feleségem... Péter
- Rolf Hochhuth: A helytartó... Doktor
- Hans Pfeiffer: Lampionok ünnepe... Akira Jamamoto
- Mocsár Gábor: Mindenki városa... Joszif Andrejevics Kuzma kapitány

## Filmek, tv
- Két félidő a pokolban (1961)... Mórocz Endre
- Máglyák Firenzében (1967)
- Fejlövés (1968)... Benzinkutas
- Virágvasárnap (1969)
- A tanú (1969)... Rendőr
- Tizennégy vértanú (1970)... Knézich Károly
- Igéző (1970)
- Kitörés (1971)... Fonyód Feri
- A lámpás (1971)... Zöld Márton
- Plusz-mínusz egy nap (1973)... Szakaszvezető
- III. Béla (1974)... Tamás
- Írott malaszt (1974)
- Jelbeszéd (1974)... Dr. Ferenczy
- Az idők kezdetén (1975)... SZB. vezető
- Kék rénszarvasok (1975)... Őrnagy
- Megtörtént bűnügyek

- A müncheni férfi című rész (1976)
- Isten malmai (1976)... Birtalan párttitkár
- Talpuk alatt fütyül a szél (1976)... Timók András
- Húsvét (1976)
- Kisfiúk és nagyfiúk (1977)
- Örkény István: Vérrokonok (színházi előadás tv-felvétele, 1978)
- Fábián Bálint találkozása Istennel (1980)... Adorján József